# Божидар Йович
Божидар Йович  (хорв. Božidar Jović, 13 лютого 1972) — хорватський гандболіст, олімпійський чемпіон.

## Виступи на Олімпіадах
| Олімпіада    | Дисципліна | Місце |
| ------------ | ---------- | ----- |
| Атланта 1996 | гандбол    | 1     |